# Skala ZZ

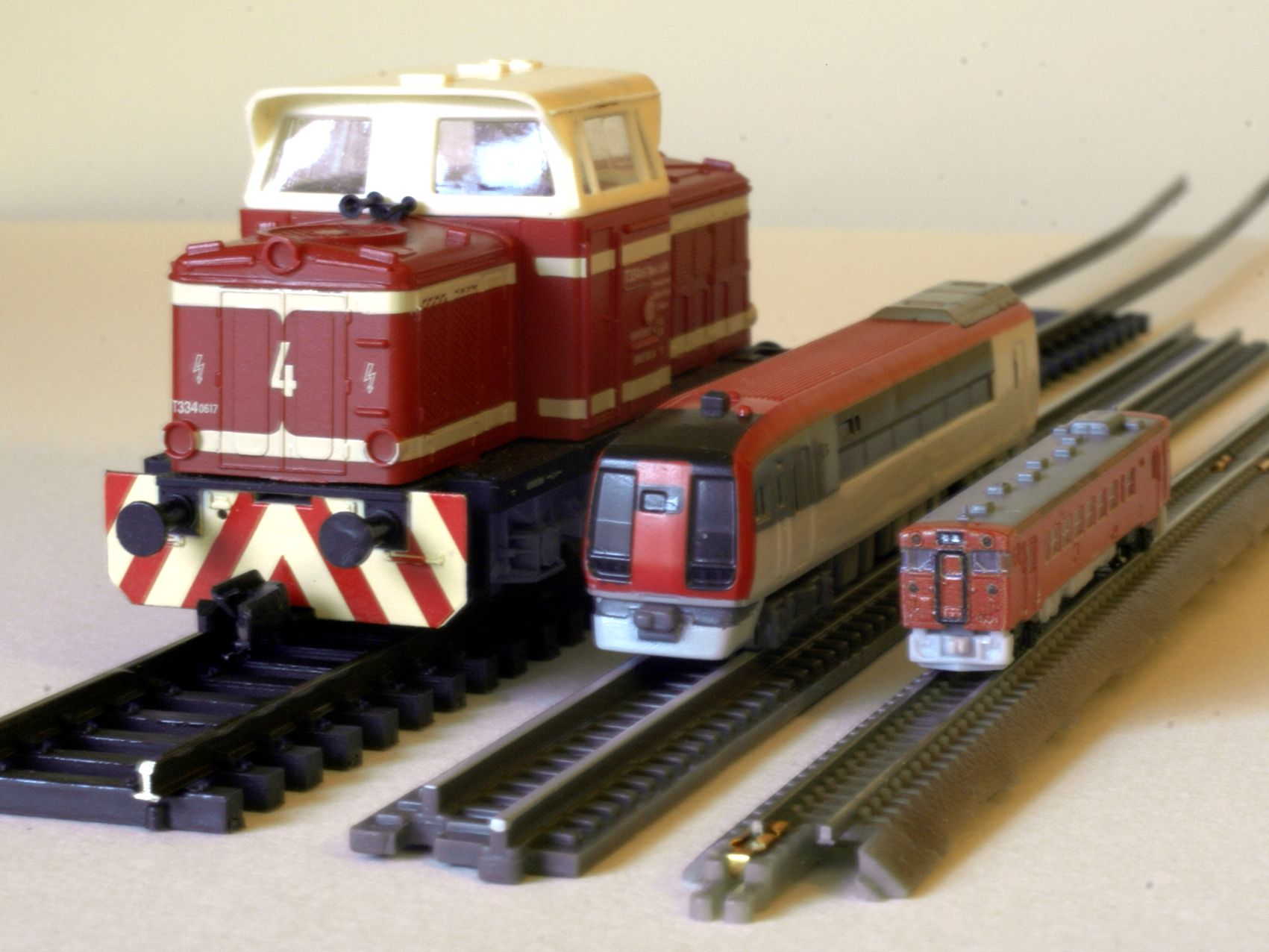
Porównanie modeli w skalach TT, ZZ i T

Skala ZZ – nazwa skali stosowanej w  modelarstwie kolejowym o podziałce 1:300 i rozstawie szyn 4,8 milimetra.

## Historia
Pierwsze modele kolejowe stworzyła firma Bandai. Zakład zaprezentował na targach zabawek w 2005 roku modele kolejowe oraz rozpoczął produkowanie modeli kolejowych tej skali, które były produkowane jako najmniejsze modele kolejowe w modelarstwie kolejowym. Do tej pory najmniejszą skalą w modelarstwie kolejowym była skala Z produkowana przez przedsiębiorstwo Märklin. Na targach zabawek zaprezentowano w 2007 roku skalę T, która obecnie jest najmniejszą skalą w modelarstwie kolejowym.  